# Александър Николов (боксьор)
Вижте пояснителната страница за други личности с името Александър Николов.
Александър Николов е български боксьор.
Роден е на 4 март 1940 година. Състезава се в категория до 81 килограма, в която печели бронзов медал на Олимпиадата в Токио през 1964 година.